# Ramphotyphlops similis
Ramphotyphlops similis este o specie de șerpi din genul Ramphotyphlops, familia Typhlopidae, descrisă de Brongersma 1934. Conform Catalogue of Life specia Ramphotyphlops similis nu are subspecii cunoscute.